# Everghem
Everghem, en néerlandais Evergem, est une commune néerlandophone de Belgique située en Région flamande dans la province de Flandre-Orientale.
Elle est desservie par la ligne T2 du tramway de Gand.

## Géographie

### Sections de la commune
| # | Section         | Superf. (km²) | Habitants (2020) | Habitants par km² | Code INS   |
| - | --------------- | ------------- | ---------------- | ----------------- | ---------- |
| 1 | Evergem (I)     | 31,17         | 17.540           | 563               | 44019A     |
| 2 | Sleidinge (III) | 20,90         | 7.651            | 366               | 44019B     |
| 3 | Ertvelde (II)   | 17,46         | 8.883            | 509               | 44019C0-C1 |
| 4 | Kluizen (IV)    | 5,86          | 1.548            | 264               | 44019C2    |

### Localités
- Evergem: Wippelgem (V), Doornzele (VI), Kerkbrugge-Langerbrugge (VII), Belzele (VIII)
- Ertvelde: Rieme (IX)

### Communes limitrophes
- a. Lembeke (Kaprijke)
- b. Oosteeklo (Assenede)
- c. Assenede
- d. Zelzate
- e. Gand
- f. Wondelgem (Gand)
- g. Mariakerke (Gand)
- h. Vinderhoute (Lievegem)
- i. Lovendegem (Lievegem)
- j. Waarschoot (Lievegem)

## Héraldique
|  | La commune possède des armoiries qui lui ont été octroyées le 3 décembre 1817 et à nouveau avec une couronne le 21 juillet 1923. Les armoiries actuelles lui ont été octroyées le 7 août 1981. Les anciennes armoiries montraient un sanglier, du jamais vu, qui figurait déjà sur les armoiries des derniers seigneurs médiévaux d'Evergem, ainsi que sur les sceaux du village datant de la fin du XVIe siècle. Les couleurs sont celles de Flandre. Les armoiries ont été légèrement modifiées en 1923 et une couronne a été ajoutée. Après les fusions des communes de 1977, de nouvelles armoiries ont été conçues. Elles montrent le sanglier au premier quartier. Le deuxième quartier représente Ertvelde mais ne montre pas les anciennes armoiries d’Ertvelde. En lieu et place, les trois couronnes proviennent de la famille Van Artevelde, dont le nom provient probablement du village. Le troisième quartier montre les vieilles armoiries de Kluizen qui lui avaient été octroyées le 25 octobre 1954. Elles sont basées sur l'ancien sceau de la paroisse, connu depuis 1766. La composition est extraite des armoiries de l'abbaye d'Eename, d'où la mitre et la crosse, dont le village était une possession jusqu'en 1799.. Le quatrième représente Sleidinge qui n'avait pas ses propres armoiries. Il montre le lion de Flandre car à la fin du Moyen Âge, le village était une possession directe des Comtes de Flandre. Blasonnement : Écartelé : 1. D'or au sanglier passant de sable défendu d'argent. 2. De sable à trois couronnes fleuronnées d'argent. 3. D'azur à un pélican et ses trois petits, le tout d'or. 4. D'or au lion de sable, armé et lampassé de gueules. Source du blasonnement : Heraldy of the World. |

## Démographie

### Évolution démographique de la section d'Everghem
- Sources: NIS, www.meetjesland.be - Note: 1806 à 1981 = recensement; 1991, 2002 et 2006 = population au 1er janvier

### Évolution démographique de la commune fusionnée
Graphe de l'évolution de la population de la commune. Les données ci-après intègrent les anciennes communes dans les données avant la fusion en 1977.
- Source : DGS - Remarque: 1831 jusqu'à 1981=recensement; depuis 1990=nombre d'habitants chaque 1er janvier[4]